# بن کورتون
بن کورتون (انگلیسی: Ben Cureton؛ زادهٔ ۱۱ فوریهٔ ۱۹۸۱) ورزشکار روئینگ اهل استرالیا است. وی بین سال‌های ۱۹۹۶ تا ۲۰۱۲ میلادی فعالیت می‌کرد.
وی در مسابقات کشوری و بین‌المللی در مجموع برندهٔ ۱ مدال طلا، ۱ مدال نقره، ۱ مدال برنز شده‌است.